# Chindongo longior
Espèce
Statut de conservation UICN

 LC  : Préoccupation mineure
Chindongo longior est une espèce de poissons d'eau douce de la famille des Cichlidae (ordre des Cichliformes) endémique du lac Malawi en Afrique.

## Répartition
Ce poisson est endémique du lac Malawi où il se rencontre uniquement sur le territoire de la Tanzanie sur la rive sud du lac.

## Description
Chindongo longior peut mesurer jusqu'à 87 mm, queue non comprise.

## Systématique
Le nom valide complet (avec auteur) de ce taxon est Chindongo longior (Seegers (d), 1996).
L'espèce a été initialement classée dans le genre Pseudotropheus sous le protonyme Pseudotropheus longior Seegers, 1996.
Chindongo longior a pour synonyme :
- Pseudotropheus longior Seegers, 1996

### Étymologie
Son épithète spécifique, du latin longior, « plus long », fait référence à son corps plus allongé que celui de l'espèce Chindongo elongatus

### Publication originale
- (en) Lothar Seegers, « The identity of Pseudotropheus elongatus, with the description of P. longior  from Mbamba Bay, Tanzania, and notes on Genyochromis mento (Teleostei: Cichlidae) », Ichthyological Exploration of Freshwaters, Allemagne, vol. 7, no 2,‎ septembre 1996, p. 97-110 (ISSN 0936-9902, lire en ligne, consulté le 7 octobre 2024).